# RAMDAC

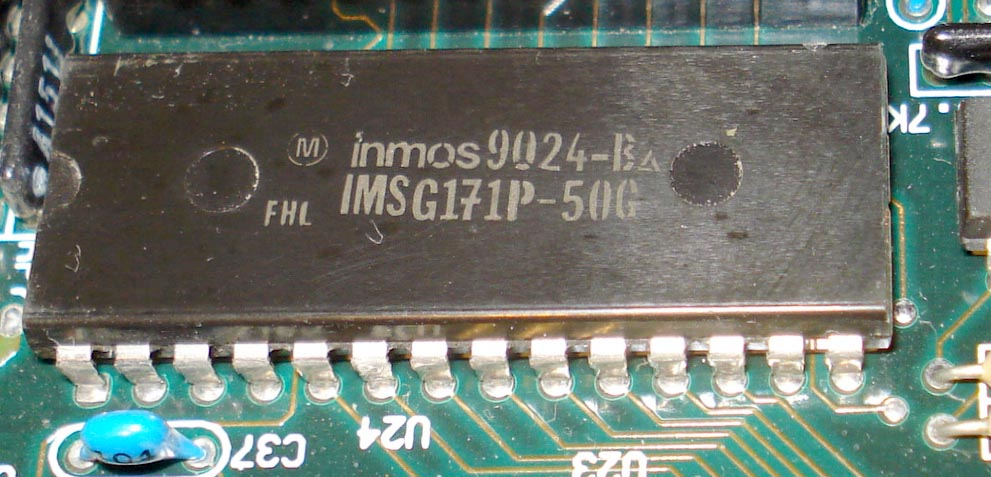
INMOS所製作的RAMDAC

隨機存取記憶體數位類比轉換器（英語：RAMDAC, Random Access Memory Digital-to-Analog Converter），是一種由三個數位類比轉換器以及一個小容量靜態隨機存取記憶體（SRAM）組成的電子元件，用於顯示卡，以暫存調色盤（color palette）並產生驅動彩色顯示器的類比信號。
在1980年代至1990年代，RAMDAC為單獨安裝在顯示卡上的一顆晶片。之後因半導體製程的進步，RAMDAC已被整合至顯示晶片裡面。